# 花の美女姫
『花の美女姫』（はなのびじょひめ）は、名香智子による日本のラブコメ漫画。

## 概要
『別冊少女コミック』（小学館）にて、1974年10月号から不定期掲載の連作。「小学館フラワーコミックス」より全3巻が刊行。その後、未収録話を収めた単行本がサンコミックスストロベリーシリーズ（朝日ソノラマ）より2冊、ペーパームーンコミックス（新書館）より1冊刊行。完全版は、フラワーコミックスワイド版より全2巻、小学館文庫より全3巻。
原形は、名香智子デビュー3作目『花よ虫よ蝶よ』（『別冊少女フレンド』1973年10月号）であり、説明のセリフが多く、一人では担当しきれず、双子ならば読者の目には一人として映るだろうという発想で生まれたものである。この作はのちに『パリの恋人たち  その1』としてリメイクされた。
作者の名香は「今後、髪の長い男子は現れないだろうと思われるので、美女姫たちを登場させる予定はないだろう。昔からの読者は気に入るだろうが、新しい読者は長髪の男子である彼らのことをあまり気に入らないだろう」と語っていたが、その後ソンモールとアンリはショートヘアにデザインを改めたうえで、カーモールについては長髪のまま、「シャルトル公爵の愉しみ」シリーズに登場させている。

## 連載
- 「花よ虫よ牒よ」 - 『別冊少女フレンド』1973年10月号　※　原型となった作品。
- 「だれにしようかな!?」 - 『別冊少女コミック』1974年10月号
- 「美女姫だれのもの!?」 - 『別冊少女コミック』1975年1月号
- 「恋のお相手だあれ!?」 - 『別冊少女コミック』1975年6月号
- 「パリは大混乱」 - 『別冊少女コミック』1975年12月号
- 「パリの恋人たち　Part１」 - 『別冊少女コミック』1976年1月号
- 「パリの恋人たち　Part２」 - 『別冊少女コミック』1976年2月号
- 「花の美女姫外伝」 - 『別冊少女コミック』1976年11 - 12月号　※　騎士デオンを主人公にし歴史上の人物をキャラが演じた映画をとったという設定。
- 「花の妖術武芸帳」 - 『別冊少女コミック』1977年5月号　※　妖術武芸帳を題材に同様に映画をとったという設定。外伝第二弾。
- 「はなばなしくも狂い咲き」 - 『別冊少女コミック』1978年1月号
- 「銀鼠色のマドモアゼル」 - 『別冊少女コミック』1978年6月号　※　アンリを主人公とした番外篇
- 「赤っ毛純情物語」 - 『別冊少女コミック』1978年10月号　※　アンリを主人公とした番外篇（ソンモールも登場）
- 「こちらこの世の天国」 - 『プチフラワー』1980年春の号（創刊号）※美女姫シリーズ最終話（時系列としては最初の話にあたる）

## 内容
美女丸・ソンモール・氏家・ド・ロシュフォールと姫丸・カーモール・氏家・ド・ロシュフォールは、日仏クォーターの双子。日本を気に入った方が氏家家を継ぐという理由で、祖母方の氏家家の養子となり日本の万葉高校に通う。
2人は母方の従妹である群竹鹿の子の親代わりとして彼女を大切に守ってきたが、鹿の子は転校生の加賀小太郎に惹かれていく。

## 主な登場人物
美女丸・ソンモール・氏家・ド・ロシュフォール
「美女」または「ソンモール」と呼ばれ、弟の姫（カーモール）と2人で「美女姫」と呼ばれる。日仏クォーターである双子の兄。長い金髪と空色の瞳で女性のような顔立ち。文武両道に優れた才能を持つ生徒会長。理知的なタイプが好みで、本人も理知的。美少年をナンパする「美少年狩り」が趣味。群竹鹿の子の親代わりとして彼女を大切に育てている。鹿の子に恋をしながらも彼女と小太郎の恋を祝福し、3人目に恋した鹿の子に似た栗色の髪の少女オロールにもやはり実ることなく失恋した。2人目に恋した更級女子高の朝顔には弟と共に一目惚れだったが、鹿の子に危害を加えようとした徒然高の番長・浜夕顔とよく似た顔なのに朝顔を妻にと求婚した。世間一般の美醜の基準と異なる価値観の持ち主。自覚が無いが、非常に音痴。
後に万葉大学に勤務する日本文学の教授およびロシュフォール伯爵となる。
原型の『花よ虫よ牒よ』では、グレーネという姓であった（名はソンモール）。
姫丸・カーモール・氏家・ド・ロシュフォール
通称「姫」または「カーモール」。日仏クォーターである双子の弟。兄の美女（ソンモール）と二人で「美女姫」と呼ばれる。兄とそっくりだが、やや華やかな印象。女装が趣味で、女物のコート・婦人用ロングブーツまたは白い長靴で「女装するのに最適な季節」である冬が好きと語る。兄と異なり、女性も好きで華やかなタイプが好み。生徒副会長で、鹿の子を大切に育て「彼女を傷つけるものは我ら2人が許さない」と宣言する。
成人を待ってマドロンと結婚し、兄と共にアンリの結婚式に出席した。
原型の『花よ虫よ牒よ』では、グレーネという姓であった（名はカーモール）。
群竹 鹿の子
ソンモールとカーモールの2つ年下のいとこ。気弱で泣き虫、怖がりな女の子。9歳で両親を亡くし、氏家家にひきとられ、双子を父親・母親がわりとして育った。
加賀 小太郎
万葉高校に転入してきたハンサムな男子転校生。双子に気に入られ、取り巻きになるように命令されるが断り、喧嘩になったところを鹿の子に庇われる。以来、彼女に恋をし、双子たちに警戒される。
しし丸
美女姫の取り巻きの一人。学年トップの成績を保つ秀才。髪の逆立ったライオンヘアー。取り巻き三人は、いずれも愛称で呼ばれる。
ふじ丸
同じく取り巻きの一人。黒い長髪の端正な容姿。理性派。しし丸の妹である青子とは恋人同士。
三角丸
同上。華やかで、女性的な容姿の持ち主。普段はおとなしいが、女装するときつい性格の女王様ぶりを発揮する。
青子
しし丸の妹。ふじ丸とは恋人同士。
上総介・オシェーン・ド・ロシュフォール
ソンモールとカーモールの弟。ロシュフォール伯爵家の三男にあたる。黒髪に黒い瞳の青年。初恋もまだな純情青年。
原型の『花よ虫よ牒よ』では、グレーネという姓であった（名はオシェーン）。
アンリ・シャルル・フランソワ・アルベール・オーギュスト・ド・グランサニュー・ド・シャルトル
プラチナブロンドと薄緑の瞳の青年。ソンモールとカーモールのフランスの友人。バイセクシュアルで最愛の人は美女丸・ソンモールである。美女姫が予定を過ぎても帰国しないことに痺れを切らし、自ら来日した。シャルトル公爵家の跡取り息子。愛称は「アーリン」および「スール・アーリン」。女性的な美貌の持ち主だが、その性癖ゆえに性別を問わず恋模様を繰り広げる。初恋は14歳の時、シャルトル家の窃盗のために接近した怪盗「銀鼠」の恋人シルヴィ。「シャルトル公爵の愉しみ」シリーズや、他の名香作品にも登場する。
アネモネと相思相愛の婚約者であり結婚する予定だったが、古代マヤにタイムスリップした際の事故で記憶喪失となってハーラ姫と愛し合う。子供を道連れに自殺を図った彼女と娘を古代マヤの世界に置き去りに現代に戻ることになり、2度と結婚しないと決意して.いた。しかし後に父ラウールに恋する美少女レオポルディーネ・ハプスブルクと出会い、彼女の強烈な魅力に陥落、結婚することになる。
ディアルマッド
同じく美女姫たちのフランスの友人の一人。泣きぼくろのある美男子。同性愛の傾向があるらしく、オシェーンに想いを寄せている。
ヌース
同上。彫りの深い顔立ちにアフロヘアーの青年。
マドロン
カーモールの11歳年下の婚約者。7歳の少女。女装しているカーモールが母イヴにそっくりな姿であったため、間違えて抱きついたことがきっかけとなり、美女姫に保護される。
実はイニス・ファール王国の現国王と一流モデルの女性イヴとの間に生を受けた王位継承権第1位となる身の私生児。
ドラジェナ・プーシェ
飛び級でパリ大学に通う14歳の天才少女。幼児体型がコンプレックス。美女姫の弟・上総介（オシェーン）の恋人。
原型の『花よ虫よ牒よ』では、理事長の姪という設定であった。
フィロメーヌ
アンリのいとこ。ソンモールの3番目にしてカーモール曰く「最後の恋」だったオロールの幼馴染。パリスの姉。
アネモネ・ド・マレー
男爵令嬢である赤毛の少女。敬虔なカトリック教徒。初登場は「赤っ毛純情物語」。オペラ座で見かけたソンモールに一目惚れするが、古代マヤの古文書を求めて怪盗ごっこをしていたアンリと恋に落ちて駆け落ち、婚約する。しかし、タイムスリップと記憶喪失が原因で別の女性に心変わりしたアンリに婚約解消を求められ、心の傷に耐えて自ら婚約解消を告げた。その後、アンリの従弟パリスの愛情を受け入れて結婚する。
パリス
アンリの父ラウールの妹の息子。初登場は「樹海の虜」。ラウールの弟で探検家であるアランと共に行方不明（古代マヤの世界にタイプスリップ）になったアンリを捜すべくユカタン半島に飛び、アネモネと共に古代マヤの世界に飛ばされてしまう。アンリを連れ戻すことに成功するが、彼の心はアネモネから離れていた。以前からアネモネに恋心を抱いており、アンリに寄りかかりがちだったが、アネモネと南インドの小さなカトリック教会で式を挙げる。
勇虎（ゆうこ）
美女姫たちが生徒会長になる以前の前任者。女性天下の万葉高校で、雑用係をさせられていた。
古代 葉子（こだい ようこ）
美女姫たちが生徒会長になる以前の副会長。実質的には彼女が万葉高校を仕切っていた。
鷺宮 京胡（さぎのみや きょうこ）
美女姫たちが生徒会長になる以前の生徒会幹部。会計係。通称お京。勇虎のことが好きだが素直になれないでいる。

## 書誌情報
- 名香智子 『花の美女姫』 小学館〈フラワーコミックス〉、全3巻
  1. 1977年1月5日発行、「だれにしようかな!?」「美女姫だれのもの!?」「恋のお相手だあれ!?」※「ラベンダーの茂みでみいつけた」同時収録
  2. 1977年3月5日発行、「パリは大混乱」「パリの恋人たち その1」「パリの恋人たち その2」※「海の王子さま」「白いバラ」同時収録
  3. 1977年5月20日発行、「花の美女姫外伝 前編（モスコー編）」「花の美女姫外伝後編（ロンドン編）」※「三月さくら春が来た」「さざんか咲く路」同時収録
- 『樹海の虜』 朝日ソノラマ〈サンコミックスストロベリーシリーズ〉1982年12月30日発行
  - 「はなばなしくも狂い咲き」・「花の妖術武芸帳」収録
- 『こちらこの世の天国』 朝日ソノラマ〈サンコミックスストロベリーシリーズ〉1984年10月25日発行
  - ※「こな雪の誘惑」・「ただ今独（ひとり）雪ん中」・「わが愛は花吹雪とともに」同時収録
- 『シャンパン♥シャーベット』新書館（ペーパームーンコミックス）1982年6月10日発行
  - 「銀鼠色のマドモアゼル」「赤っ毛純情物語」収録※「シャンパン♥ シャーベット」」「時計の上のリボン」同時収録
- 名香智子 『花の美女姫』 小学館〈フラワーコミックスワイド版〉、全2巻…この単行本には、アンリを主人公とする番外篇は収録されていない。
  1. 1990年6月20日発行、フラワーコミックス版『美女姫』収録の美女姫作品を所収。
  2. 1990年11月20日発行、フラワーコミックス版『美女姫』未収録作品及び「樹海の虜」・「黄金の少年」を所収。
- 名香智子 『花の美女姫』 小学館〈小学館文庫〉、全3巻
  1. 1996年2月1日発行、ISBN 4-09-191101-3 - 「だれにしようかな!?」「美女姫だれのもの!?」「恋のお相手だあれ!?」「パリは大混乱」「パリの恋人たち その1」「パリの恋人たち その2」
  2. 1996年2月1日発行、ISBN 4-09-191102-1 - 「花の美女姫外伝 前編（モスコー編）」「花の美女姫外伝 後編（ロンドン編）」「花の妖術武芸帳」「はなばなしくも狂い咲き」「こちらこの世の天国」「銀鼠色のマドモアゼル」
  3. 1996年2月1日発行、ISBN 4-09-191103-X - 「赤っ毛純情物語」「樹海の虜」「黄金の少年」